# Sankt-Annen-Kirche Zinndorf

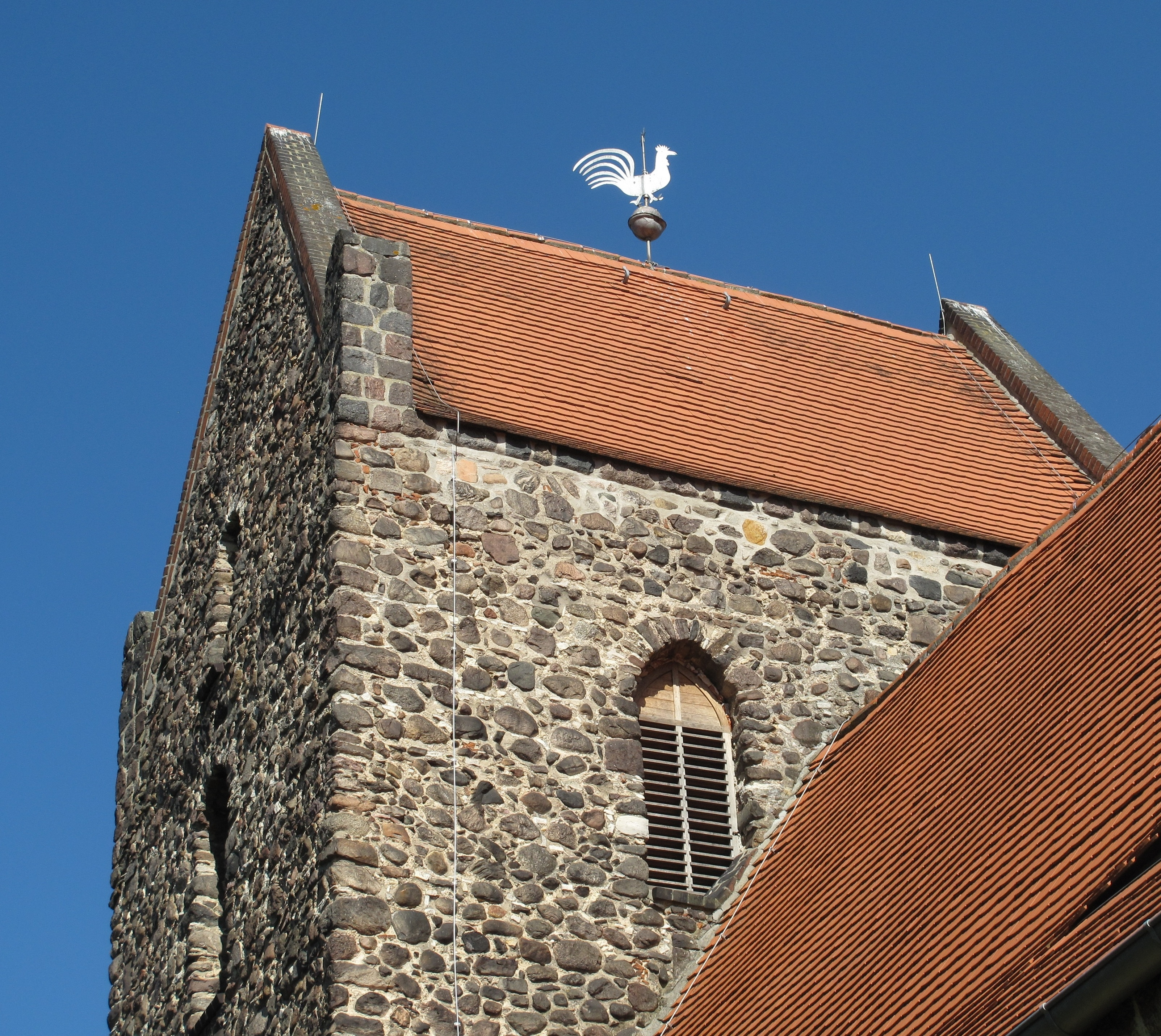
Kirchturm mit Schallluke, Knopf und Wetterhahn

Die Sankt-Annen-Kirche ist die evangelische Kirche von Zinndorf, einem Ortsteil der Gemeinde Rehfelde im Landkreis Märkisch-Oderland in Brandenburg.
Die Feldsteinkirche besteht aus einem leicht eingezogenen querrechteckigen Westturm und einem Schiff mit geradem Ostabschluss. Der sehr einfache, rechteckige Saalbau stammt aus dem 13. Jahrhundert, der Kirchturm wurde sehr wahrscheinlich im 14. Jahrhundert erhöht. Von Kriegseinwirkungen und Bränden verschont, ist der Ursprungsbau weitgehend unverändert erhalten. Das Innere der Kirche schmückt ein Altaraufsatz aus dem Jahr 1606 mit einem reich gestalteten Renaissanceaufbau. Das Gotteshaus ist der Heiligen Anna gewidmet – im oberen Teil des Sakramentshauses befindet sich eine Anna selbdritt aus dem 16. Jahrhundert. Die Kirche steht mitten auf dem Dorfanger und ist vom ehemaligen Kirchhof umgeben. Die teils zerfallene, einfriedende Feldsteinmauer mit einem spätgotischen Friedhofsportal wurde 1998/99 komplett wiederhergestellt.

## Zugehörigkeit, Gemeinde und heutige Nutzung
Die Ersterwähnung des Angerdorfs Zinndorf erfolgte 1375 Landbuch Karls IV. als Cynnendorf = Dorf des Klosters Zinna. Kirche und Dorf gehörten also den Zisterziensern von Zinna, die im westlich gelegenen Kalksteinbruch Rüdersdorf spätestens seit 1254 den Abbau von Kalksteinen vorantrieben und ihren Besitz auf dem Barnim nach Osten bis zum Stobber/Löcknitz-Lauf ausdehnten, der die Grenze zum Einflussbereich des Bistums Lebus bildete. Das Landbuch von 1375 verzeichnet für das Dorf 66 Hufen. Davon hatten der Pfarrer vier und die Kirche eine Hufe. Das Kirchenpatronat lag 1542 beim Abt von Zinna. Im Mittelalter hatte Zinndorf mit Kagel und Kienbaum zwei Filialkirchen. Nach der Säkularisation des Klosters 1553 kam Zinndorf zum Amt Rüdersdorf.
Seit 2001 ist der vorherige Pfarrsprengel Zinndorf Teil der Evangelischen Kirchengemeinde Herzfelde-Rehfelde im Kirchenkreis Oderland-Spree der Evangelischen Landeskirche Berlin-Brandenburg-schlesische Oberlausitz (EKBO). Zur Bewahrung und Pflege des Kulturdenkmals gründeten Gemeindemitglieder 1999 den „Förderverein Sankt-Annen-Kirche Zinndorf e. V.“. Neben regelmäßigen Gottesdiensten finden in dem Gotteshaus Konzerte im Rahmen der Reihe „Musik in Dorfkirchen der Märkischen Schweiz“ oder Adventskonzerte statt; in einer Veranstaltung wurden Zisterziensergesänge und Lieder der Benediktinerin Hildegard von Bingen vorgetragen.

## Architektur und Baugeschichte

### Umbauten und Maße
Die Kirchbau stammt aus dem 13. Jahrhundert und wird meist auf die Zeit um 1250 datiert. Sehr wahrscheinlich im 14. Jahrhundert erfolgte eine Erhöhung des Kirchturms und die Errichtung des Ostgiebels. Die ausschließliche Verwendung von Feldsteinen und das Fehlen von Backsteinen und Kalksteinen deutet laut Matthias Friske auf diese Zeit, auch wenn die Bauetappe kaum näher zu bestimmen sei. Ansonsten ist der Ursprungsbau aus dem 13. Jahrhundert weitgehend unverändert erhalten. Im Gegensatz zu verschiedenen anderen Kirchenbauten auf dem südlichen Barnim wie beispielsweise Bollersdorf hat die Zinndorfer Kirche den Dreißigjährigen Krieg (1618–1648) und auch die beiden Weltkriege des 20. Jahrhunderts unbeschadet überstanden. Über die Renovierungen, die im Laufe der Jahrhunderte mit Sicherheit stattfanden, gibt es keine Zeugnisse. Dokumentiert ist eine Sanierung in den Jahren 1907 bis 1910, bei der ein vormals aufgebrachter Putz von den Außenwänden entfernt und die Kirche in ihr altes Erscheinungsbild zurückversetzt wurde. Zudem wurden in dieser Zeit zwei vermauerte Fenster in der Ostfassade aufgebrochen, eine Heizungsanlage eingebaut und zum Teil die Innenausstattung ausgetauscht. Zwischen dem Ende der 1980er-Jahre und 2003 wurden der Dachstuhl, die Fenster, der Innenputz und die Turmuhr erneuert. Im Zuge dieser Arbeiten wurden zudem 1998/99 die teils zerfallene, einfriedende Feldsteinmauer und das spätgotische Friedhofsportal komplett wiederhergestellt.
Für das Kirchenschiff wird eine Länge von 23 Metern und eine Breite von 9,5 Metern angegeben; die Wandstärke beträgt 1,6 Meter. Der Turm hat eine Länge von 5,1 Metern, eine Breite von 8,7 Metern und eine Höhe von 26 Metern. Das Mauerwerk des Schiffs und des Turms bis zur Schiffshöhe besteht aus regelmäßigen Feldsteinen.

### Kirchturm

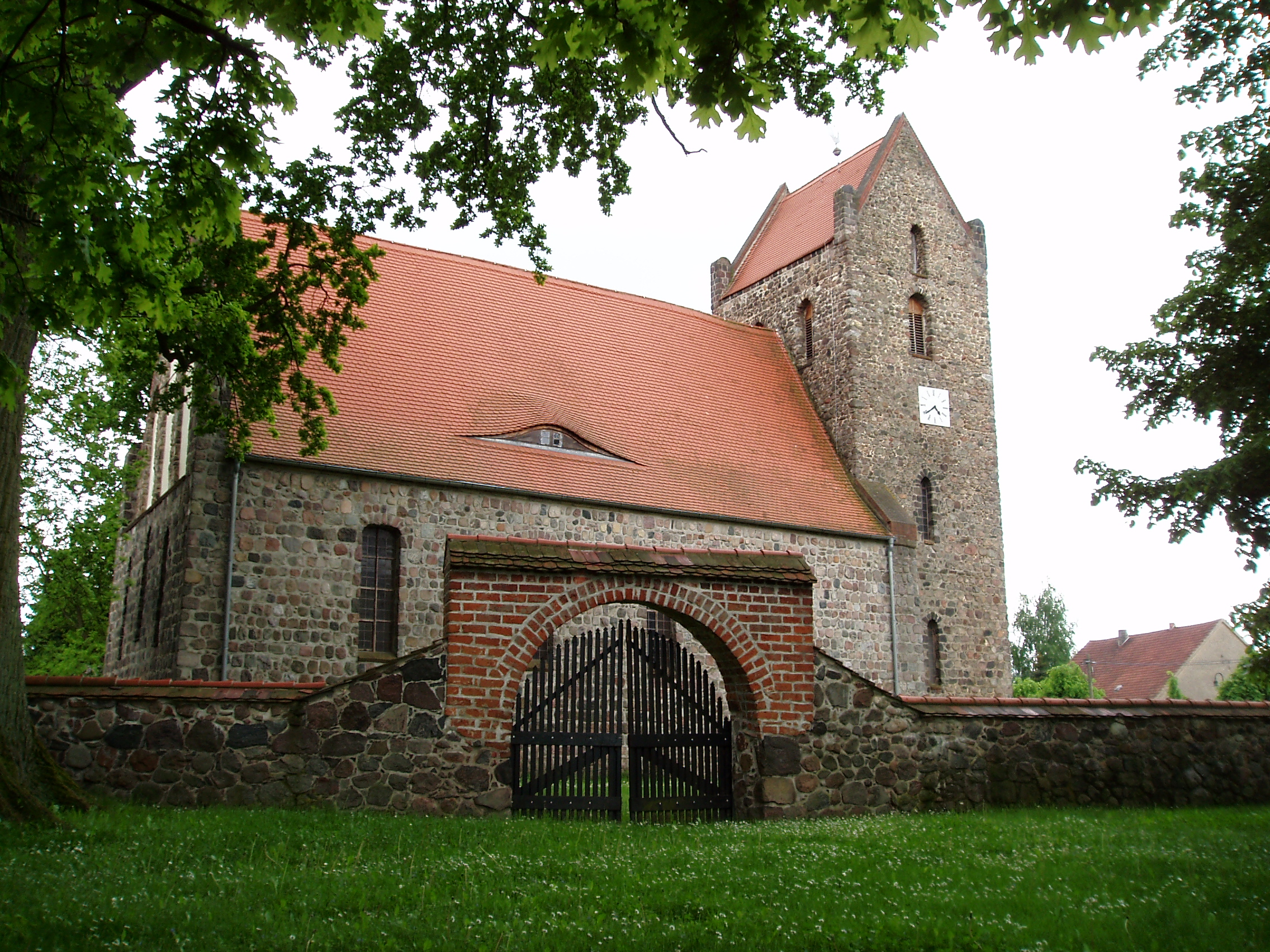
Nordseite mit einfriedender Feldsteinmauer und spätgotischem Friedhofsportal

Über der Traufhöhe des Schiffs wird das Feldsteinmauerwerk des Turms unregelmäßiger und kleinteiliger. Eckquader stabilisieren die Kanten. Ungewöhnlich für Kirchbauten des 13. Jahrhunderts ist, dass der Turm in der Breite gegenüber dem Schiff um 0,8 Meter zurückgenommen ist. Der Grund hierfür ist nicht bekannt. In der Westfassade des Turms befindet sich eine schmale, leicht rundbogige Pforte, heute der einzige Zugang zum Kirchengebäude. Neben der Pforte sind beidseitig je ein Findling an die Wand gelehnt. Bis auf zwei Schallluken unter dem Dach ist die breite Westfassade ansonsten fensterlos. Die gegenüberliegende Ostseite weist je eine Schallluke zu beiden Seiten und auf Höhe des Dachfirstes des Schiffs auf. In die schmale Nord- und Südfassade sind je vier spitzbogige Öffnungen eingelassen, die übereinander angeordnet sind: auf zwei sehr enge Fenster folgt eine etwas breitere Schallluke und darüber wieder ein enges Fenster, das bis an die Traufhöhe des Dachs reicht. Die Nordfassade ist zusätzlich unter der Schallluke mit einer Uhr mit römischem Zifferblatt ausgestattet. In sämtliche Schallfenster sind Klanglamellen eingefügt, um die Glockenstube vor eindringendem Schlagregen zu schützen.
Die Nord- und Südfassade sind leicht über die Dachhaut des steilen, mit roten Dachziegeln gedeckten Satteldachs hinaus gezogen und verdecken sie. Auf den Fassadenecken sind als Schmuckelement je zwei zinnenartige Türmchen aufgesetzt. Das Satteldach krönt eine Wetterfahne mit Knopf und Wetterhahn.

### Kirchenschiff
Fundamentspuren legen nahe, dass der einfache Saalbau an der Südostseite einen Anbau hatte, der sehr wahrscheinlich eine Sakristei enthielt – an dieser Stelle ist die Wand stark ausgebessert und im Chor ist noch eine vermauerte Pforte zu erkennen, die in den Anbau führte. An der Nord- und Südwand sind zwei ehemalige Pforten auszumachen. Die Nord- und Südseite haben je vier rundbogige Fenster mit zwar barocker Gestalt, dürften nach Angabe von Matthias Friske aber der ursprünglichen Zahl entsprechen. In der Fassade des geraden Ostabschlusses, der sehr wahrscheinlich wie die Turmerhöhung aus dem 14. Jahrhundert stammt, findet sich eine Dreifenstergruppe mit leicht erhöhtem Mittelfenster, darüber liegen im Giebel drei große gestaffelte, weiß verputzte Blenden. Korrespondierend zum Turm sind auch hier zwei schmückende zinnenartige Türmchen auf die Fassadenecken gesetzt. In das mit roten Dachziegeln gedeckte Satteldach ist beidseitig je eine Fledermausgaube eingelassen. Das Dach steigt im ersten Viertel – bis zur Höhe der Gauben – leicht und dann steil an.

### Glocken
Die Sankt-Annen-Kirche verfügt über drei Glocken: eine kleine Sterbeglocke, eine Feierabendglocke und eine große Glocke mit einem Durchmesser von 1,14 Meter, die aus dem Jahr 1592 stammt und in Frankfurt (Oder) gegossen wurde. Auf die Glocke sind ein Kruzifix und geflügelte Engelsköpfe aufgelegt. Sie trägt die Umschrift:

„VERBUM DOMINI MANET in aeternum 1 5 9 2 AVS DEM FEIR BIN ICH GEFLOSSEN BASTIAN PREGER VON FRANCKFORT AN DER ODER HAT MICH GEGOSSEN.“

## Innenraum

### Ausstattung und Inventar
Den Innenraum überspannt eine Balkendecke. Die Ausstattung ist, verglichen mit anderen Südbarnimer Kirchbauten, reichhaltig. Nach der Reformation, allerdings erst um 1600, müssen laut Friske große Mittel zur Ausschmückung der Kirche bereitgestellt worden sein. In diesen Zeitraum fallen die Herstellung der Glocke (1592), der Altar und wahrscheinlich auch die Kanzel, das Taufbecken und weiteres Inventar.
Sakramentshaus

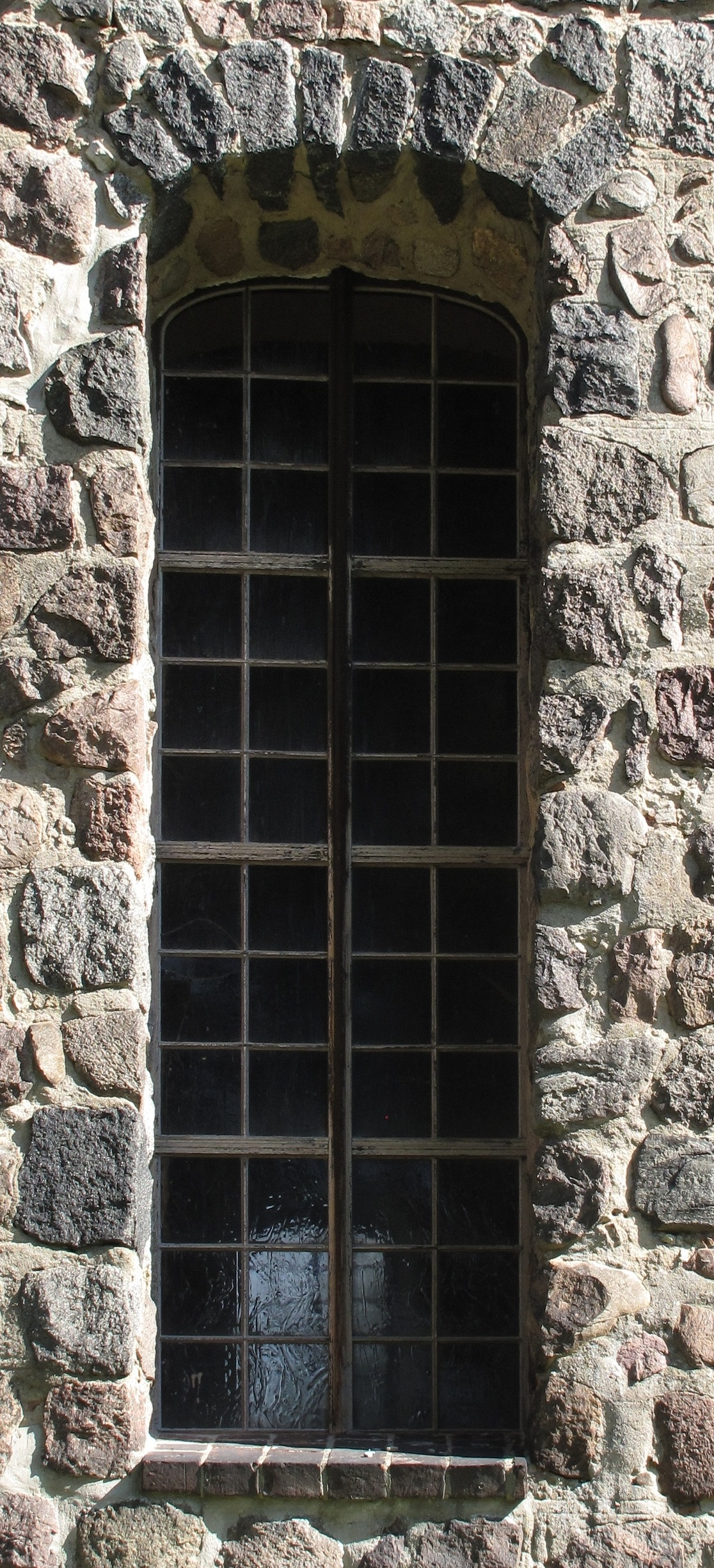
Eines der vier Fenster auf der Schiffs-Südseite

An der Ostwand befindet sich links neben dem Altar das Sakramentshäuschen, das auf das 15. oder 16. Jahrhundert datiert wird. Im unteren Teil des rund dreieinhalb Meter hohen Backsteinbaus befindet sich eine flachbogige, darüber eine längsgestreckte und eine rundbogige Nische. Der Giebelabschluss besteht aus krabbenartig gestalteten Backsteinen und einem länglichen Aufsatz. Eine der Nischen beherbergt die 66 Zentimeter hohe Anna selbdritt aus dem 16. Jahrhundert. Die Figur der Namensgeberin der Sankt-Annen-Kirche ist aus Kiefernholz geschnitzt.
Altar

Der Altarstipes ist aus regelmäßigen Feldsteinen gemauert und dürfte noch aus dem 13. Jahrhundert stammen. Er hat eine Höhe von 0,98, eine Tiefe von 1,00 und eine Breite von 2,05 Metern. An seiner Rückseite befindet sich eine mit Holz ausgekleidete Nische mit einer kleinen Tür, das Sepulcrum für Reliquien. Das 1606 aufgestellte holzgeschnitzte Altarretabel hat einen reich gestalteten Renaissanceaufbau. Die Predella stellt das letzte Abendmahl dar – ein verbreitetes Predellenmotiv. Das Relief im Mittelteil zeigt die Auferstehung Christi, links flankiert von Luther und Melanchthon. Darüber folgen Darstellungen der Himmelfahrt Christi und des Jüngsten Gerichts. Den krönenden Abschluss bildet als Symbol für Jesus Christus in der christlichen Ikonographie der Pelikan mit seinen drei Jungen. Der Pelikan reißt sich mit dem Schnabel die Brust auf, um seine Jungen mit dem eigenen Herzblut zu nähren. Zu beiden Seiten des oberen Reliefs sind die Gestalten der Vier Evangelisten angebracht: Matthäus, Markus, Lukas und Johannes. Schranken rechts und links des Altartischs, gleichfalls von 1606, verweisen auf die Feier des Abendmahls, bei der die Kommunikanten um den Altar herumlaufen und mit Brot und Wein den Leib und das Blut Christi empfangen.
Taufstein

Der pokalförmige Taufstein soll aus dem 14./15. Jahrhundert stammen, kann aber laut Friske aufgrund seiner einfachen Gestaltung schlecht datiert werden. Vergleiche mit ähnlichen Taufen, wie der des benachbarten Rehfelde, lägen eher eine Datierung in das 16. Jahrhundert nahe. Der schmucklose Stein besteht aus Rüdersdorfer Kalk und wurde in neuerer Zeit bemalt. Er hat eine Höhe von 84 und einen oberen Durchmesser von 65 Zentimetern. Nach der Ablösung der Untertauchtaufe durch das Begießen oder Besprengen des Täuflings wurde, wahrscheinlich im 16. oder 17. Jahrhundert, eine Taufschale angeschafft. Die eingelegte Schale ist in Messing getrieben und mit einem Sonnenrad und Pflanzen verziert.
Die holzgeschnitzte Kanzel, die wahrscheinlich zeitgleich mit dem Altar im typischen Renaissancedekor entstand, ist an der Südwand des Kirchenschiffes angebracht. Sie zeigt Christus als Lehrer mit einem Buch und die vier Evangelisten. Oben ist das Auge Gottes mit hebräischen Gottesnamen eingelassen. Zur Ausstattung gehören ferner vier Weihekreuze und ein paar Armleuchter aus Gelbguss, die Friske spätestens auf das 17. Jahrhundert datiert. Aus neuerer Zeit stammt ein Kronleuchter aus Bronze mit 16 Kerzen, den 1848 eine Pfarrersfrau der Kirche schenkte. An Inventar wurden erwähnt: 1542 ein Silberkelch, 1600 die zugehörige Patene, eine alte Samtkasel und ein Missale.

### Orgel
Die Orgelempore befindet sich an der Nordwand des Schiffes. Die Orgel soll 1883 gekauft und aus Beiträgen der Gemeinde und der Kirchenkasse finanziert worden sein. Soweit diese Datierung richtig ist, muss die Orgel einen Vorgänger aus der Zeit um 1800 gehabt haben. Der Neue Nekrolog der Deutschen teilt über den Zinndorfer Pfarrer Johann Carl Pape (* 22. Dezember 1760 in Zinndorf; † 4. April 1827) mit:

„Der Ort seiner rühmlichen Thätigkeit als Prediger war auch sein Geburtsort und sein Vater war daselbst vor ihm Prediger. […] wurde er im Mai 1795 Adjunktus seines Vaters in Zinndorf und folgte ihm nach dessen Tode im Juni 1798 im Pfarramte, welches er bis zu seinem Tode bekleidete. […] Seinem Bemühen verdankt die Kirche in Zinndorf die Orgel, zu deren Erbauung er die Kosten privatim sammelte und selbst ein Bedeutendes beitrug. Seine Mußestunden widmete er der Musik, die er mit Enthusiasmus liebte, so daß auch fast regelmäßig in Zinndorf Dilettanten aus der Nachbarschaft zu gemeinschaftlichen Musikaufführungen sich versammelten; mancher jetzt ausgezeichnete Musikus hat von ihm den ersten Impuls und die erste Bildung erhalten.“